# Masolino

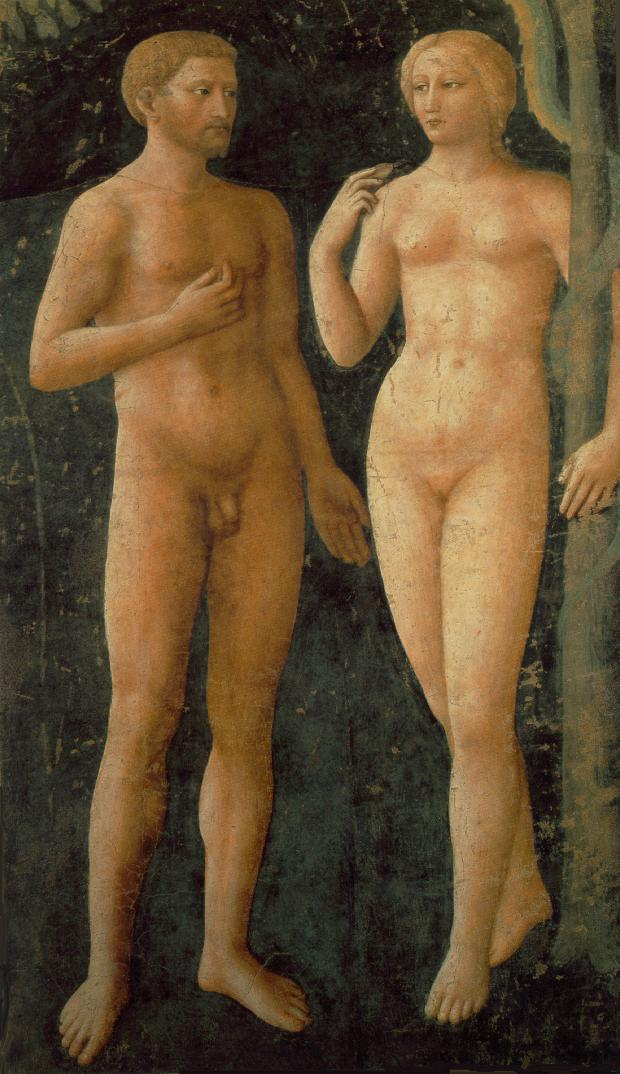
Kuszenie Adama przez Ewę, kaplica Brancaccich, ok. 1425

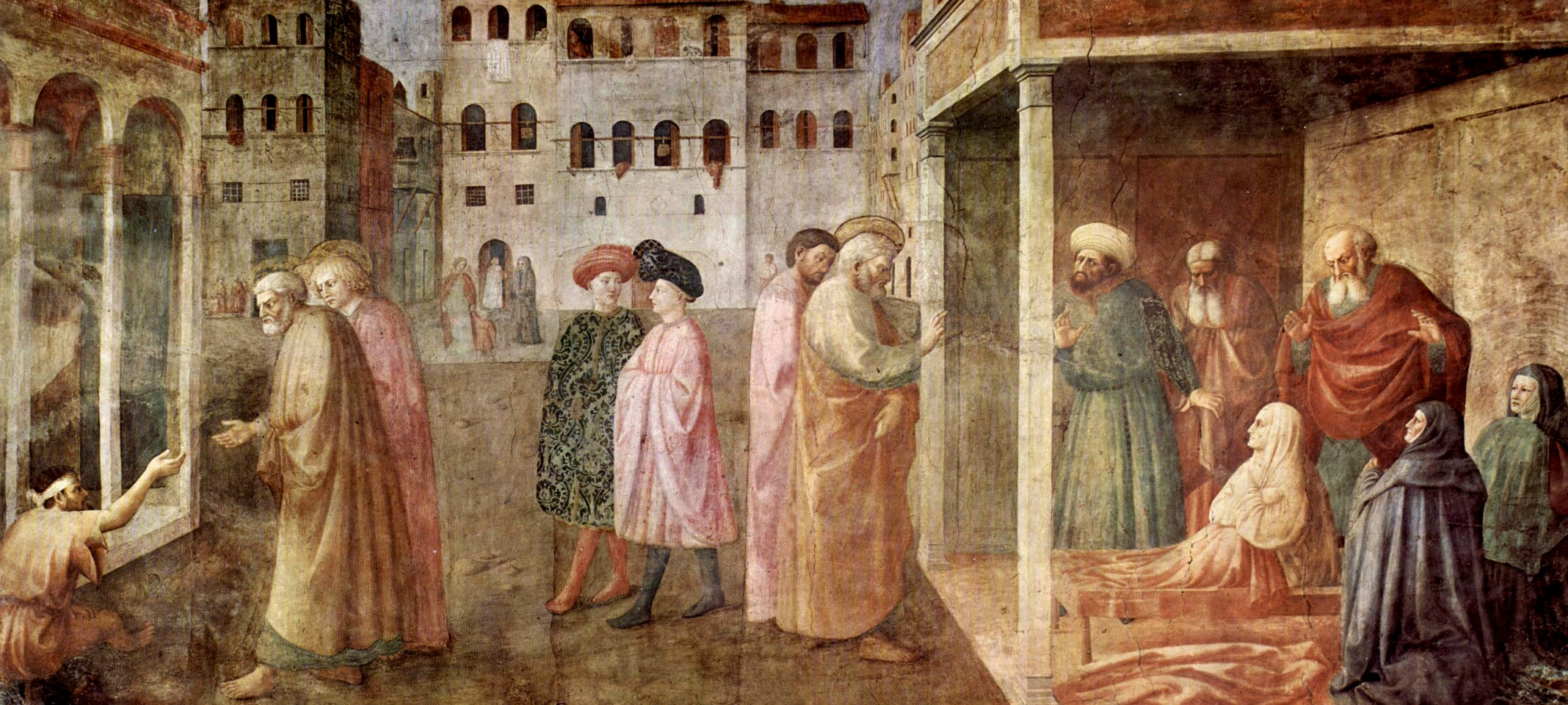
Uzdrowienie chromego i wskrzeszenie Tabity, kaplica Brancaccich, ok. 1425

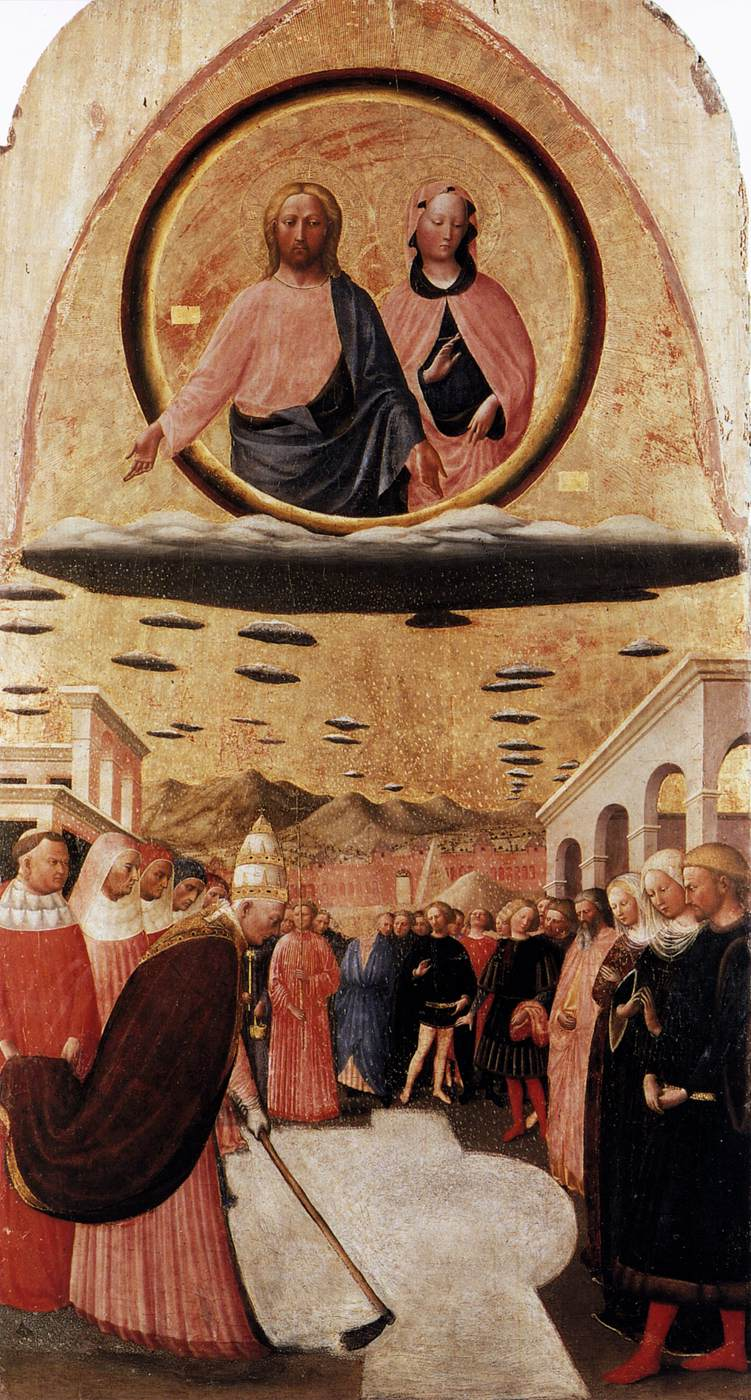
Papież Liberiusz zaklada fundamenty bazyliki Santa Maria Maggiore, Museo di Capodimonte, Neapol, 1428/1429

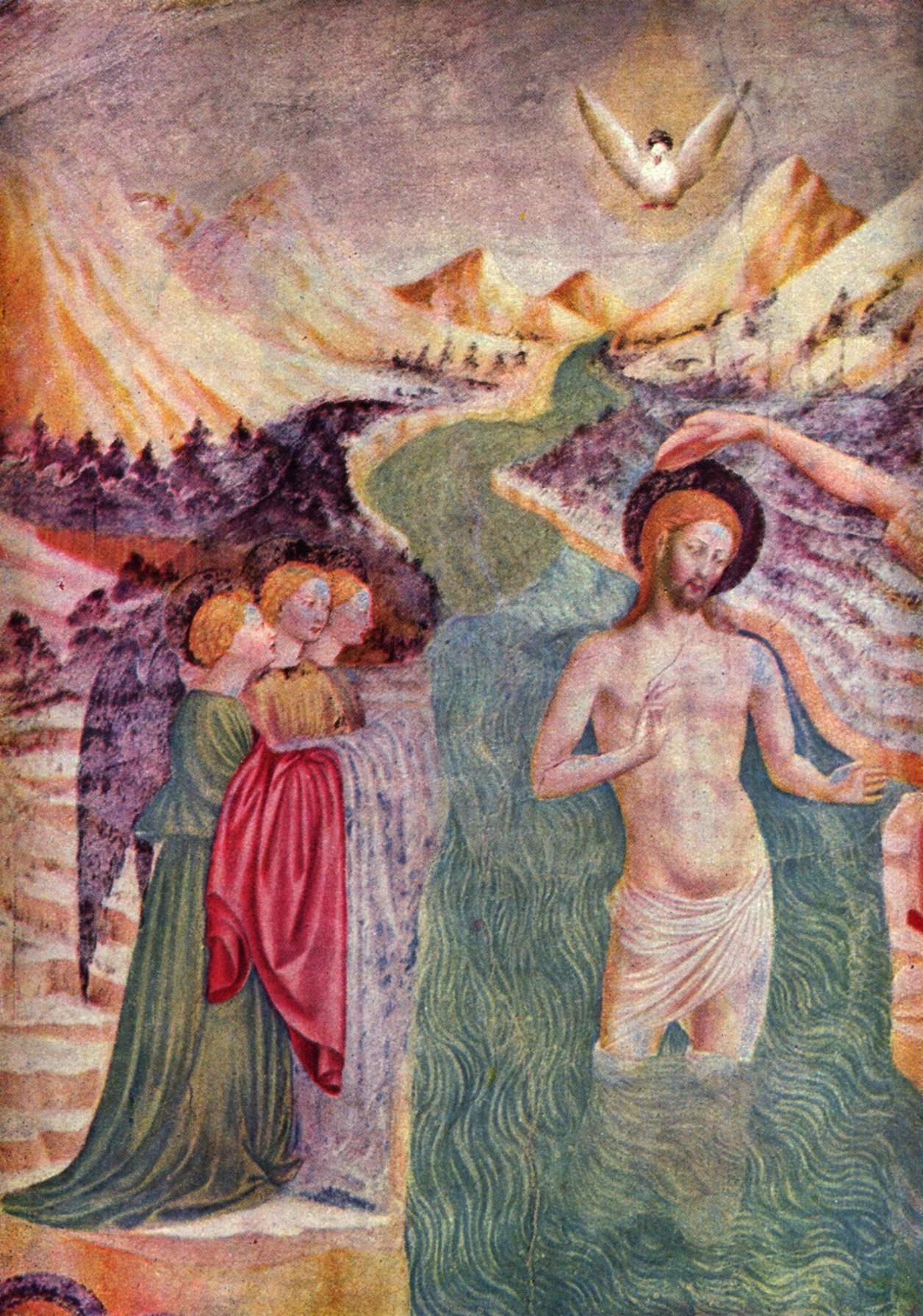
Chrzest Chrystusa, baptysterium w Castiglione d'Olona, 1435

Masolino da Panicale (ur. ok. 1383 w Panicale, zm. między 1436-1440) – malarz włoski epoki quattrocenta.
Pracował w warsztacie Lorenza Ghibertiego przy realizacji zamówienia na drzwi do florenckiego baptysterium. Później swoimi freskami udekorował kaplicę Brancaccich we Florencji, kaplicę przy kościele San Clemente w Rzymie i baptysterium w Castiglione Olona. Jego sztuka stoi na pograniczu gotyku i rodzącego się renesansu. Ze średniowiecza, a zwłaszcza gotyku międzynarodowego ma jeszcze skłonność do dekoracyjności, elegancji, wyrafinowania, wysmukłości. Jego "ozdobny" styl wykształcił się w kontakcie z twórczością Ghibertiego, Gentile da Fabriano i Pisanella. Rysem nowoczesności w jego twórczości jest perspektywiczne konstruowanie przestrzeni w obrazach.

## Kaplica Brancaccich
Później wraz z Masacciem dekorował kaplicę Brancaccich w kościele Santa Maria del Carmine we Florencji. Kwestia związku między oboma artystami jest do dziś niejasna i ich autorstwo jest po części dyskusyjne. Przyjmuje się, że dekorowanie kaplicy rozpoczął Masolino w latach 1423–24. Gdy w 1425 roku Masolino wyjechał, zastąpił go Masaccio; być może jednak przez pewien czas obaj artyści pracowali razem. Tym samym odrzuca się przekaz Vasariego, według którego Masaccio przejął pracę Masolina po jego śmierci. Nie było to bowiem możliwe, gdyż to Masolino przeżył Masaccia, a nie na odwrót. Do 1428 roku freski wykonywał sam Masaccio, a po jego wyjeździe do Rzymu dokończył je Filippino Lippi.
Freski w kaplicy Brancaccich przedstawiają życie św. Piotra, w którym objawiły się dzieje zbawienia. Jako że historia zbawienia rozpoczyna się od grzechu Adama i Ewy, tak i freski rozpoczynają się od sceny kuszenia Adama przez Ewę. Tę właśnie scenę przypisuje się Masolinowi na podstawie jej cech stylowych: miękkości, wyrafinowania, elegancji, wydłużenia sylwetek i braku dramatyzmu (ten ostatni widoczny jest natomiast u Masaccia, zwłaszcza w scenie wygnania z raju). Uważa się go także za autora fresków na sklepieniu oraz sceny wskrzeszenia Tabity przez św. Piotra i uzdrowienia chromego, łączącej dwa niezależne do siebie wydarzenia z Dziejów Apostolskich. Wskrzeszenie Tabity rozgrywa się w domu, ukazanym bez przedniej ściany; uzdrowienie ma miejsce przed budynkiem, na placu. Fresk łączy cechy gotyckie: miękki modelunek, wytworne stroje i postawy oraz renesansowe, jak perspektywa i realizm szczegółu.

## Późniejsze dzieła
Także w swojej późniejszej twórczości, np. we freskach w kościele San Clemente w Rzymie, artysta stosował perspektywę. Nie była to jednak perspektywa wykreślana geometrycznie, jak u Masaccia, ale perspektywa empiryczna, często spotykana w epoce trecenta. Dla San Clemente artysta ok. lat 1428-39 namalował ukrzyżowanie, sceny z życia św. Katarzyny i św. Ambrożego, apostołów, ewangelistów i Ojców Kościoła.
Dążenie do monumentalizmu cechuje natomiast malowidła z baptysterium w Castiglione Olona, ukończone w 1435, gdzie Masolino przedstawił scenę chrztu Jezusa i ucztę Heroda.

## Dzieła artysty
- Wniebowzięcie Matki Boskiej - 1428-1431, tempera i olej na desce 144 x 76 cm, Museo di Sampodimonte Neapol